# 湯野浜海水浴場

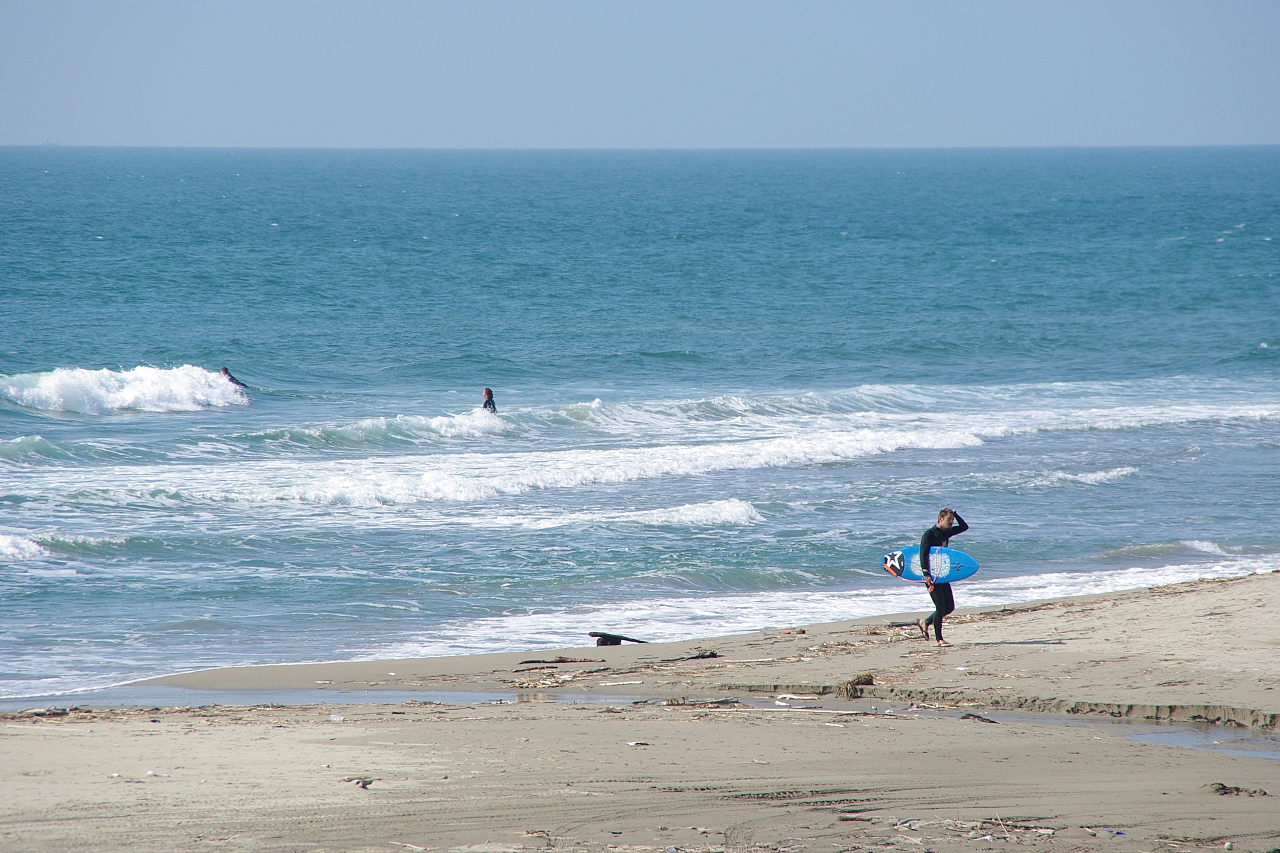
湯野浜海水浴場（2011年5月）

湯野浜海水浴場（ゆのはまかいすいよくじょう）は、山形県鶴岡市湯野浜にある海水浴場。山形県内では最大規模の海水浴場とされる。

## 逸話
- 2020年の海水浴シーズンは新型コロナウイルスの感染拡大を受け、庄内地方にある海水浴場11ヶ所のうち4ヶ所が開設を見送る中、湯野浜海水浴場は7月17日に海開きを行った。新型コロナウイルスの感染対策として、駐車場の利用者に名前・連絡先の記入を求める、約2mのソーシャル・ディスタンスの確保の目安にする為に砂浜にコーンを10m間隔で並べる、シャワーの増設、海の家はテイクアウトのみの営業などといった工夫がなされた[2]。

## アクセス
- 日本海東北自動車道庄内空港ICから車で約10分

## 周辺
- 湯野浜温泉
- 湯の浜カントリークラブ
- 山形県県民の海・プール スパール